# El estudio experimental de las teorías freudianas
El estudio experimental de las teorías freudianas (en inglés: The Experimental Study of Freudian theories) es un estudio publicado en 1973 por los psicólogos Hans Eysenck y Glenn Wilson en el que examinan la literatura existente que pretende dar apoyo a las creencias de la doctrina psicoanalítica. Como el mismo autor afirmaría en un texto posterior, el estudio se concentra "en los experimentos que se supone respaldan mejor las teorías de Freud, haciendo notar las falacias metodológicas y estadísticas involucradas, y el rechazo de las teorías alternativas para explicar los resultados, un fallo que es característico de una buena parte de tal literatura."
De acuerdo con el estudio de Eysenck, que venía precedido por algunos trabajos suyos en la misma línea, la aplicación del psicoanálisis en la terapia resultaba menos eficaz que el “no tratamiento”.
El texto se organiza en seis apartados:
- Desarrollo psicosexual
- El complejo de Edipo y el complejo de castración
- La represión
- El humor y el simbolismo
- Los fenómenos psicosomáticos
- La neurosis, la psicosis y la psicoterapia